# 朱塞佩·米拉诺
朱塞佩·米拉诺（義大利語：Giuseppe Milano，1887年9月26日—1971年5月13日），意大利男子足球运动员，司职中场。他曾代表意大利国奥队参加1912年夏季奥林匹克运动会足球比赛，获得第九名。